# Атомная энергетика Турции
Атомная энергетика Турции представлена двумя строящимся и несколькими запланированным атомными электростанциями (АЭС). 
Первая в Турции — АЭС «Аккую» — пуск первого блока  на ней намечен на 2024 год, ввод в эксплуатацию — в 2025 году.

## История
Хронология развития атомной отрасли в Турецкой республике:
- 1955 — подписание с США Соглашения о мирном использовании атома.
- 1956 — начало работы Комиссии по атомной энергетике.
- 1965 — начало исследований по вопросам строительства АЭС.
- 1972 — создание Департамента атомной энергетики.
- 1974—1975 — проведение исследования по выбору площадки размещения первой АЭС.
- 1976 — получена лицензия на площадку «Аккую» на Средиземноморском побережье.
- 1981 — подписано Соглашение о сотрудничестве с МАГАТЭ.
- 1977—2009 — проведение конкурсов на строительство четырёх энергоблоков в Турецкой Республике.
- В 2025 году в Турции началась пусконаладка первого энергоблока первой атомной электростанции Аккую.[2]

## Строящиеся АЭС

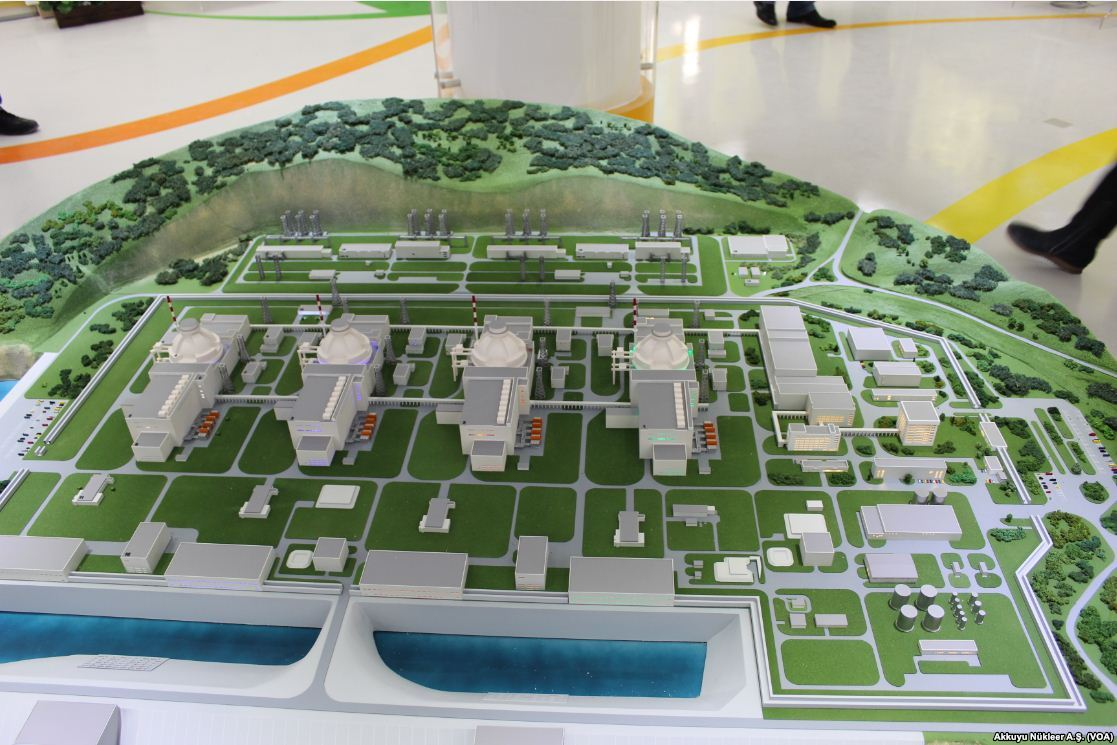
Макет АЭС «Аккую»

Строительством первой АЭС в этой стране — АЭС «Аккую» — на южном, средиземноморском, побережье Турции, в провинции Мерсин, занимается компания ЗАО «Атомстройэкспорт» — дочернее предприятие «Росатома». Проект предусматривает сооружение четырёх энергоблоков мощностью по 1,2 гигаватт по российскому проекту.
Соглашение о строительстве было подписано в 2010 году, однако в 2011 году Верховный суд Анкары временно приостановил строительство АЭС из-за массовых протестов местного населения, а также жителей острова Кипр.
В конце 2015 года после резкого охлаждения российско-турецких отношений работы были приостановлены (концерн подтверждал планы строительства четырёх энергоблоков даже в период острого кризиса в российско-турецких отношениях).
В августе 2016 года президенты России и Турции договорились о возобновлении проекта АЭС. В мае 2017 года было анонсировано начало строительства. В июне 2017 года Евросоюз потребовал от Турции отказаться от строительства АЭС, однако в апреле 2018 года были начаты работы.
Загрузка топлива в первый энергоблок станции началась в апреле 2023 года.

## Проектируемые АЭС

### АЭС «Синоп»
Вторая АЭС, на севере Турции на берегу Чёрного моря около города Синоп — проект строительства от совместного предприятия Atmea — французской Areva и японской Mitsubishi Heavy Industries (альтернативным проектом было предложение от Китая). Планируется использовать 4 блока с общей мощностью 4800 МВт; стоимость проекта составляет 22-25 млрд долларов. Проект был одобрен на уровне премьер-министров Турции и Японии 3 мая 2013 года.

### АЭС «Игнеада»
В начале сентября 2016 года Турция и КНР подписали соглашение о сотрудничестве в атомной энергетике — китайцы, вероятно, будут строить третью турецкую АЭС с использованием технологий Westinghouse. На данный момент (2022) проект заморожен.